# Elecciones regionales de Tumbes de 2002
Las elecciones regionales de Tumbes de 2002 se llevaron a cabo el 17 de noviembre de 2002 para elegir al presidente regional, al vicepresidente regional y al Consejo Regional para el periodo 2003-2007. La elección se celebró simultáneamente con elecciones regionales y municipales (provinciales y distritales) en todo el Perú.

## Sistema electoral
El Gobierno Regional de Tumbes es el órgano administrativo y de gobierno del departamento de Tumbes. Está compuesto por el presidente regional, el vicepresidente regional y el Consejo Regional.
La votación del presidente, vicepresidente y consejo regional se realiza en base al sufragio universal, que comprende a todos los ciudadanos nacionales mayores de dieciocho años, empadronados y residentes en el departamento de Tumbes y en pleno goce de sus derechos políticos.
El Consejo Regional de Tumbes está compuesto por 7 consejeros elegidos por sufragio directo para un período de cuatro (4) años, en forma conjunta con la elección del presidente regional. La votación es por lista cerrada y bloqueada. Se asigna a la lista ganadora los escaños según el método d'Hondt o la mitad más uno, lo que más le favorezca.

## Partidos y candidatos
A continuación se muestra una lista de los principales partidos y alianzas electorales que participaron en las elecciones:
| Candidatura | Candidatura           | Partidos y alianzas | Candidatos | Candidatos                | Ideología                                                         | Ref. |
| ----------- | --------------------- | --- | ---------- | ------------------------- | ----------------------------------------------------------------- | ---- |
|             | APRA                  | Lista - Partido Aprista Peruano (APRA) |            | Rosa Medina Feijoo        | Aprismo                                                           |      |
|             | AP                    | Lista - Acción Popular (AP) |            | Pedro Merino de Lama      | Humanismo Nacionalismo cívico Reformismo                          |      |
|             | UPP                   | Lista - Agrupación Independiente Unión por el Perú - Frente Amplio (UPP)                                                                    |            | Luis Noblecilla Jurado    | Liberalismo Progresismo Socialdemocracia                          |      |
|             | PP                    | Lista - Perú Posible (PP) |            | Edmundo Romero Da Silva   | Socioliberalismo Democracia liberal Tercera vía                   |      |
|             | SP                    | Lista - Somos Perú (SP) |            | Carlos Moretti Noblecilla | Democracia cristiana Conservadurismo social Liberalismo económico |      |
|             | UN                    | Lista - Unidad Nacional (UN) – Partido Popular Cristiano (PPC) – Solidaridad Nacional (SN) – Renovación Nacional (RN) – Cambio Radical (CR) |            | Manuel Moretti Otoya      | Democracia cristiana Conservadurismo Neoliberalismo               |      |
|             | Manos Limpias         | Lista - Manos Limpias por un Tumbes Mejor (Manos Limpias)                                                                                   |            | Fidel Rodríguez Torres    | Regionalismo tumbesino                                            |      |
|             | FAENA                 | Lista - Movimiento Independiente FAENA (FAENA)                                                                                              |            | Wilmer Dios Benites       | Regionalismo tumbesino                                            |      |
|             | La Voz de la Frontera | Lista - Movimiento Independiente La Voz de la Frontera (La Voz de la Frontera)                                                              |            | Julio Ramírez Núñez       | Regionalismo tumbesino                                            |      |
|             | Reconst.              | Lista - Reconstrucción para un Tumbes Bello (Reconstrucción)                                                                                |            | Miguel Cappelletti Díaz   | Regionalismo tumbesino                                            |      |
|             | Viva Tumbes Ya        | Lista - Viva Tumbes Ya (Viva Tumbes Ya) |            | Monsermin Yacila Peña     | Regionalismo tumbesino                                            |      |

## Resultados

### Sumario general
|                        |                                                                        |              |              |              |            |            |
| Partidos y coaliciones | Partidos y coaliciones                                                 | Voto popular | Voto popular | Voto popular | Consejeros | Consejeros |
| Partidos y coaliciones | Partidos y coaliciones                                                 | Votos        | %            | ±pp          | Total      | +/−        |
|                        | Partido Aprista Peruano (APRA)                                         | 15,418       | 19.28        | n/a          | 5          | n/a        |
|                        | Perú Posible (PP)                                                      | 13,393       | 16.75        | n/a          | 1          | n/a        |
|                        | Reconstrucción para un Tumbes Bello (Reconstrucción)                   | 12,711       | 15.90        | n/a          | 1          | n/a        |
|                        | Agrupación Independiente Unión por el Perú - Frente Amplio (UPP)       | 9,569        | 11.97        | n/a          | 0          | n/a        |
|                        | Movimiento Independiente FAENA (FAENA)                                 | 7,795        | 9.75         | n/a          | 0          | n/a        |
|                        | Acción Popular (AP)                                                    | 6,443        | 8.06         | n/a          | 0          | n/a        |
|                        | Movimiento Independiente La Voz de la Frontera (La Voz de la Frontera) | 4,214        | 5.27         | n/a          | 0          | n/a        |
|                        | Somos Perú (SP)                                                        | 3,916        | 4.90         | n/a          | 0          | n/a        |
|                        | Unidad Nacional (UN)                                                   | 2,705        | 3.38         | n/a          | 0          | n/a        |
|                        | Manos Limpias por un Tumbes Mejor (Manos Limpias)                      | 2,143        | 2.68         | n/a          | 0          | n/a        |
|                        | Viva Tumbes Ya (Viva Tumbes Ya)                                        | 1,643        | 2.06         | n/a          | 0          | n/a        |
|                        |                                                                        |              |              |              |            |            |
| Total                  | Total                                                                  | 79,950       |              |              | 7          | n/a        |
|                        |                                                                        |              |              |              |            |            |
| Votos válidos          | Votos válidos                                                          | 79,950       | 92.15        | n/a          |            |            |
| Votos en blanco        | Votos en blanco                                                        | 2,062        | 2.38         | n/a          |            |            |
| Votos nulos            | Votos nulos                                                            | 4,749        | 5.47         | n/a          |            |            |
| Votos emitidos         | Votos emitidos                                                         | 86,761       | 89.13        | n/a          |            |            |
| Abstenciones           | Abstenciones                                                           | 10,580       | 10.87        | n/a          |            |            |
| Votantes registrados   | Votantes registrados                                                   | 97,341       |              |              |            |            |
|                        |                                                                        |              |              |              |            |            |
| Fuente:                |                                                                        |              |              |              |            |            |

### Autoridades electas
| Cargo                             | Autoridad electa | Autoridad electa         | Partido político | Partido político                    |
| --------------------------------- | ---------------- | ------------------------ | ---------------- | ----------------------------------- |
| Presidenta Regional de Tumbes     |                  | Rosa Medina Feijoo       |                  | Partido Aprista Peruano             |
| Vicepresidente Regional de Tumbes |                  | Carlos Calmet Noblecilla |                  | Partido Aprista Peruano             |
| Consejero Regional de Tumbes      |                  | Víctor Alcoser Dioses    |                  | Partido Aprista Peruano             |
| Consejera Regional de Tumbes      |                  | Nancy Barreto de Peralta |                  | Partido Aprista Peruano             |
| Consejero Regional de Tumbes      |                  | Roberto Campos Adrianzén |                  | Partido Aprista Peruano             |
| Consejero Regional de Tumbes      |                  | Carlos Calderón Apolo    |                  | Partido Aprista Peruano             |
| Consejero Regional de Tumbes      |                  | Luis Véliz Colán         |                  | Partido Aprista Peruano             |
| Consejero Regional de Tumbes      |                  | Guilber Dioses Espinoza  |                  | Perú Posible                        |
| Consejero Regional de Tumbes      |                  | Julio Sánchez Rodríguez  |                  | Reconstrucción para un Tumbes Bello |